# Tour d'Italie 1931
La 19e édition du Tour d'Italie s'est élancée de Milan le 10 mai 1931 et est arrivée à Milan le 31 mai. L'Italien Francesco Camusso s'y est imposé.

## Équipes participantes
- Bianchi
- Dei
- Frejus
- Ganna
- Gloria
- Legnano
- Maino
- Indépendant

## Classement général
| Classement général final |                   |
| --- | ----------------- |
| \| 1. Francesco Camusso \| 105 h 50 min 53 s \| \| 2. Luigi Giacobbe \| à 2 min 47 s \| \| 3. Luigi Marchisio \| à 6 min 15 s \| \| 4. Aristide Cavallini \| à 10 min 15 s \| \| 5. Ettore Balmamion \| à 12 min 15 s \| \| 6. Augusto Zanzi \| à 12 min 16 s \| \| 7. Antonio Pesenti \| à 13 min 50 s \| \| 8. Ambrogio Morelli \| à 16 min 59 s \| \| 9. Felice Gremo \| à 27 min 05 s \| \| 10. Eugenio Gestri \| à 32 min 25 s \| \| 109 partants, 65 arrivés \| \| |                   |
| 1. Francesco Camusso | 105 h 50 min 53 s |
| 2. Luigi Giacobbe | à 2 min 47 s      |
| 3. Luigi Marchisio | à 6 min 15 s      |
| 4. Aristide Cavallini | à 10 min 15 s     |
| 5. Ettore Balmamion | à 12 min 15 s     |
| 6. Augusto Zanzi | à 12 min 16 s     |
| 7. Antonio Pesenti | à 13 min 50 s     |
| 8. Ambrogio Morelli | à 16 min 59 s     |
| 9. Felice Gremo | à 27 min 05 s     |
| 10. Eugenio Gestri | à 32 min 25 s     |
| 109 partants, 65 arrivés |                   |

## Étapes
| Étape     | Date   | Villes étapes               | km  | Vainqueur d'étape | Leader du classement général |
| 1re étape | 10 mai | Milan – Mantoue             | 206 | Learco Guerra     | Learco Guerra                |
| 2e étape  | 11 mai | Mantoue - Ravenne           | 216 | Learco Guerra     | Learco Guerra                |
| 3e étape  | 13 mai | Ravenne - Macerata          | 288 | Alfredo Binda     | Alfredo Binda                |
| 4e étape  | 15 mai | Macerata - Pescara          | 234 | Alfredo Binda     | Alfredo Binda                |
| 5e étape  | 17 mai | Pescara - Naples            | 282 | Michele Mara      | Alfredo Binda                |
| 6e étape  | 19 mai | Naples - Rome               | 256 | Ettore Meini      | Michele Mara                 |
| 7e étape  | 21 mai | Rome - Pérouse              | 247 | Learco Guerra     | Luigi Marchisio              |
| 8e étape  | 23 mai | Pérouse - Montecatini Terme | 246 | Learco Guerra     | Luigi Marchisio              |
| 9e étape  | 25 mai | Montecatini Terme - Gênes   | 248 | Michele Mara      | Luigi Marchisio              |
| 10e étape | 27 mai | Gênes - Cuneo               | 263 | Luigi Giacobbe    | Luigi Giacobbe               |
| 11e étape | 29 mai | Cuneo - Turin               | 252 | Francesco Camusso | Francesco Camusso            |
| 12e étape | 31 mai | Turin - Milan               | 263 | Ambrogio Morelli  | Francesco Camusso            |

## Sources
- (nl) Cet article est partiellement ou en totalité issu de l’article de Wikipédia en néerlandais intitulé « Ronde van Italië 1931 » (voir la liste des auteurs).